# Guillaume Coustou
Pour les personnes ayant le même patronyme, voir Famille Coustou.
Guillaume Coustou (né à Lyon, le 25 avril 1677, et mort à Paris, le 22 février 1746) est un sculpteur français. Son père est François Coustou, sculpteur sur bois lyonnais. Sa mère est Claudine Coysevox, la sœur du sculpteur Antoine Coysevox. Il est le frère de Nicolas Coustou et le père de Guillaume Coustou (fils), tous deux aussi sculpteurs de renom.

## Biographie

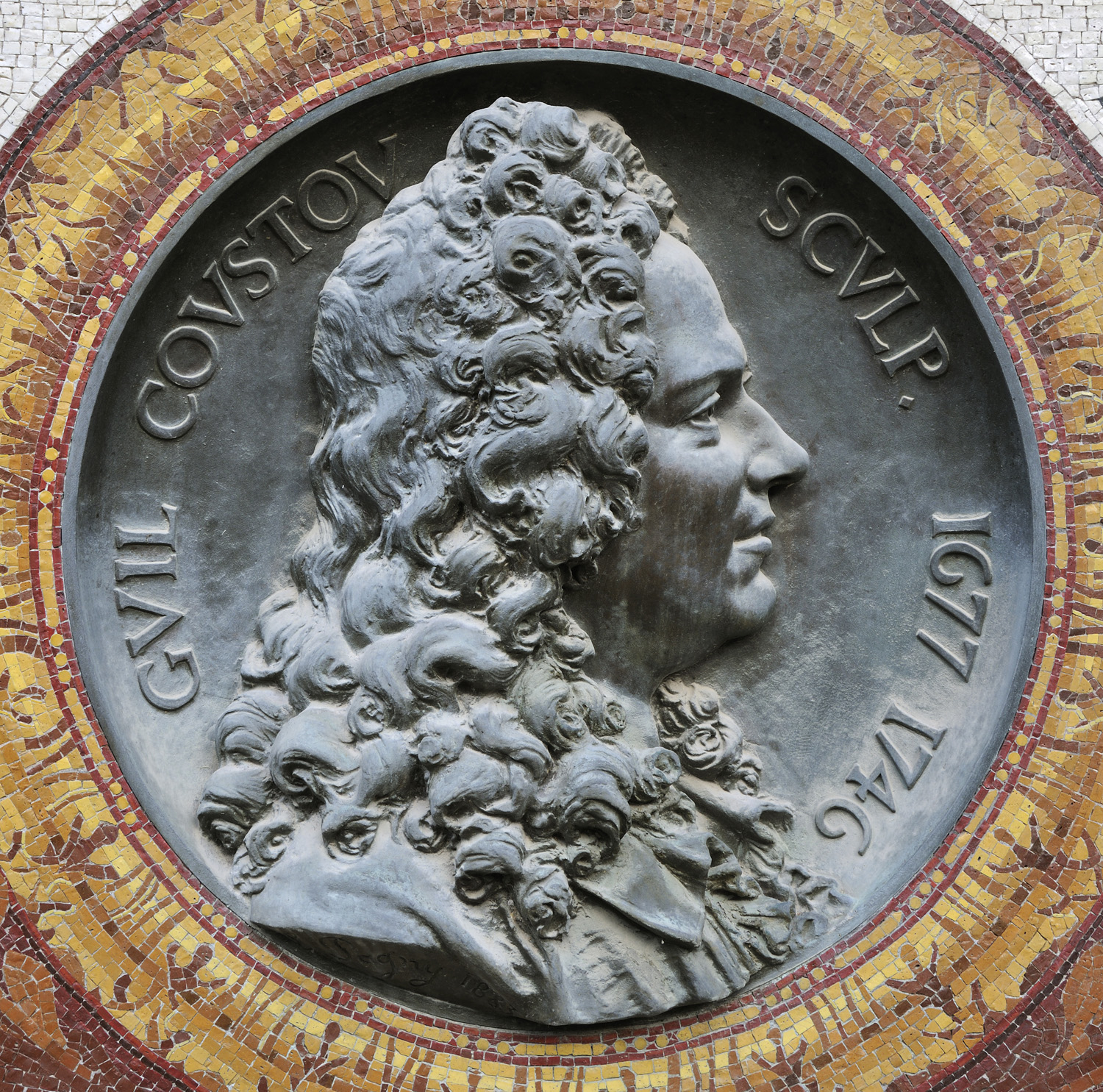
Médaillon de bronze à l'effigie de Guillaume Coustou, par Étienne Pagny, au musée des beaux-arts de Lyon.

Guillaume Coustou suit le même parcours que son frère aîné Nicolas. En 1694, il se rend à Paris où il suit un enseignement artistique dans l'atelier de son oncle maternel Antoine Coysevox. Il remporte en 1696 le Deuxième prix de Sculpture à l'ancienne École académique, et en 1697 le Grand Prix de sculpture, qui lui permet de décrocher une bourse et de partir compléter sa formation à l'Académie de France à Rome en tant que pensionnaire du roi. Cependant, il est rétif à la discipline et quitte la villa Médicis peu après pour mener une vie de bohème à Rome. Lors de ce séjour, le sculpteur rencontre quelques difficultés financières. Il cherche alors à gagner sa vie et, très découragé, il envisage même de partir à Constantinople afin de chercher fortune. C’est son ami sculpteur René Frémin qui l’en dissuade et lui présente Pierre II Legros, dit Le jeune. Ce dernier le prend sous son aile, sous sa tutelle et le fait travailler sur le bas-relief de Saint-Louis de Gonzague dans l'église Saint-Ignace.
De retour à Paris en 1703, il travaille en coopération avec son frère sur les commandes confiées à ce dernier. Il est formé à l'Académie royale de peinture et de sculpture. En 1707, il est mentionné dans les documents comme sculpteur du Roi Louis XV. Il travaille alors à la décoration de la chapelle du château de Versailles. Il épouse Geneviève-Julie Morel le 9 août 1710, avec qui il aura sept enfants. Ils habitent dans le logement au Louvre de son frère Nicolas après la mort de celui-ci en 1733.
Au cours de sa carrière, il travaille à Versailles, puis au Trianon, à Marly et à Paris, où il orne de ses sculptures des bâtiments illustres tels le portail des Invalides, le palais Bourbon, et la grande Chambre du Parlement au palais de justice.
Il meurt à 68 ans le 22 février 1746 dans son logement parisien place du Vieux-Louvre. Il est inhumé le lendemain à la paroisse Saint-Germain-l'Auxerrois, en présence, entre autres, de ses deux fils, Guillaume II, lui aussi sculpteur du roi, et Pierre Charles, avocat au Parlement de Paris.

### Chronologie de sa carrière à l’Académie
Lors de son retour en France en 1703, il est agréé à l’Académie royale de peinture et de sculpture de Paris à partir du 3 mars.
Le 25 octobre 1704 il est reçu comme académicien grâce à la présentation d’une statuette en marbre représentant La Mort d’Hercule ou Hercule sur le bûcher, aujourd’hui conservée au Louvre.
Il est nommé adjoint à professeur le 3 juillet 1706, professeur le 28 décembre 1715.
Par la suite, il est nommé adjoint à recteur le 26 octobre 1726, recteur le 10 janvier 1733.
Enfin, il devient directeur de l'Académie, comme son frère avant lui, du 5 février 1735 au 5 juillet 1738.

### Les commandes officielles
À partir de 1707, il collabore à la décoration de la chapelle du château de Versailles et il réalise de nombreuses sculptures pour le parc de Marly en collaboration avec son frère Nicolas Coustou. Il travaille ensuite à Trianon. Le nom des deux frères devient célèbre par les statues qu’ils réalisent pour le parc de Marly, situé dans le département des Yvelines. Ils exécutent par exemple le duo de statues Apollon et Daphné, qui se situait sur un îlot dans le bassin des Carpes à Marly. Daphné (1713-1714) est réalisée par Guillaume et Apollon (1711-1714) par Nicolas.
En 1745, un an avant sa mort, Guillaume Coustou connut l’un de ses plus grands succès quand son œuvre, Les chevaux de Marly, est mis en place à côté de l’abreuvoir du château de Marly, en remplacement du Mercure et de la Renommée (1701-1702) d'Antoine Coysevox. Ces impressionnantes statues en marbre de Carrare, commandées par Louis XV en 1743, représentent chacune un palefrenier tentant de maîtriser un cheval sauvage. Figures allégoriques, l'une représente l'Amérique (homme de type négroïde et chapeau de plumes sur le socle) et l'autre l'Europe (sans attributs). Au moment de la Révolution, ils sont en danger car les révolutionnaires les considèrent comme des vestiges de l'Ancien Régime et cherchent à les détruire. Ils sont protégés par des encaissements de planches solides qui leur évitent la destruction. Ils sont ensuite placés en sécurité par une délégation de la Commission des Arts dans des dépôts nationaux. En 1794, elles sont installées à l'entrée des Champs-Élysées à Paris, place de la Concorde. En 1984, elles sont remplacées par des moulages et les statues originales sont déplacées au musée du Louvre.
Guillaume se distingue également par la réalisation de l’Allégorie du Rhône (1720), le pendant de l’Allégorie de la Saône exécutée la même année par son frère aîné. Elles sont toutes deux situées au pied de la statue équestre de Louis XIV sur la place Bellecour de Lyon, réalisée par Martin van den Bogaert, dit Desjardins, en 1713. Le piédestal de cette statue revient à Marc Chabry. Ces deux statues ont été épargnées à la Révolution car elles ont été déplacées au sein de l’hôtel de ville. Elles y restent jusqu’en 1957 et sont ensuite replacées de part et d’autre du socle de la statue équestre, dont l'original a été détruit pendant la Révolution et remplacé par la statue de François-Frédéric Lemot, érigée en 1825.

## Œuvres attribuées à Guillaume Coustou
- Limoges, musée des Beaux-Arts
  - Buste de Phélypeaux de Pontchartrain (1727), dépôt du musée national Adrien Dubouché ;
- Lyon, musée des Beaux-Arts :
  - Allégorie du Rhône (1720), originellement installée place Bellecour à droite du piédestal de la statue équestre de Louis XIV (de François-Frédéric Lemot), elle rejoint en 2021 le musée après restauration[10] ;
- Paris, musée du Louvre :
  - allégories de la Seine et des eaux d'Arcueil sur le château d'eau du Palais-Royal ;
  - la statue de Marie Leszczynska en Junon, marbre, 1726-1731, musée du Louvre[11]. Elle est le pendant de la statue de Louis XV en Jupiter réalisée par Nicolas Coustou. Initialement installés dans les jardins de Versailles, les deux sculptures sont transférées au Trianon en 1778, puis au musée de Versailles en 1839 avant d'arriver au Louvre en 1850[12] ;
  - La mort d’Hercule, marbre, 1704, morceau de réception (25 octobre 1704) ;
  - buste de Nicolas Coustou, plâtre, 59 cm. Le département des sculptures du Louvre possède le modèle en terre cuite de ce buste qui fut donné au musée des Monuments français par Guillaume-Nicolas Coustou, petit-fils du sculpteur[13] ;
  - Minerve, statuette en terre cuite, 58 × 40 × 21 cm, vers 1734, modèle réduit de la statue en pierre qui ornait le portail d'entrée de l'hôtel des Invalides à Paris. Elle est le pendant de la statue de Mars, également installé aux Invalides. Les deux statuettes en terre cuite sont le reflet l'une de l'autre : mêmes proportions, même technique e façonnage et même style. Là où Minerve arbore sa chouette, Mars est suivi par un loup. Tous deux sont amplement casqués et portent un boulier. Cette iconographie martiale correspond parfaitement à l'entrée d'un bâtiment militaire comme les Invalides. Elles sont toutes deux mentionnées dans un mémoire du sculpteur datant de 1733-1734[14] ;
  - Les Chevaux de Marly constituent son œuvre la plus connue. Ce sont deux groupes identiques en marbre réalisés entre 1743 et 1745, originellement destinés au parc du château de Marly. En 1794, ils furent placés place de la Concorde à l'entrée des Champs-Élysées. Des copies les remplacent en 1984, tandis que les originaux sont envoyés au musée du Louvre. D'autres copies sont également présentes dans le parc de Marly ;
  - Daphné poursuivie par Apollon, 1713-1715, marbre, 132 x135 x 65 cm, musée du Louvre. D’abord placée dans le parc du château de Marly, la statue est installée dans le jardin des Tuileries, entre 1798 et  1940. Elle est conservée au musée du Louvre. Un moulage figure dans le jardin des Tuileries[15] ;
- Buste de François-Paul de Neufville de Villeroy (1677-1732), archevêque de Lyon, XVIIIe siècle, Lyon, musée des Beaux-Arts ;
- Tombeau du cardinal Dubois, vers 1725, église Saint-Roch, Paris ;
- L'Océan et la Méditerranée, groupe en bronze, parc de Marly ;
- Diane à la biche, marbre, jardin des Tuileries ;
- Buste de Samuel Bernard, vers 1727, New York, Metropolitain Museum of Art.

## Galerie

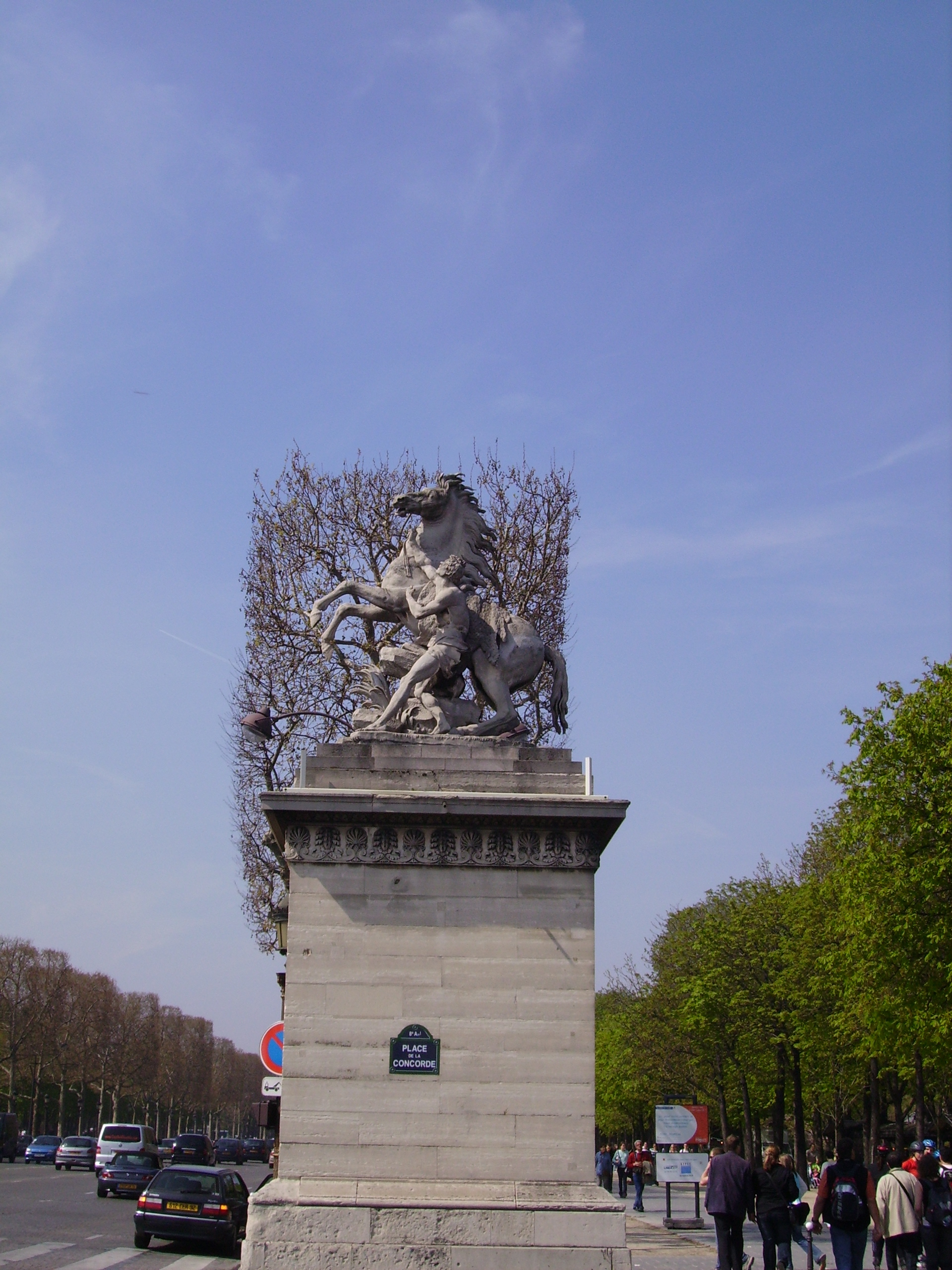
Les Chevaux de Marly, copie d'après Guillaume Coustou, Paris, place de la Concorde.
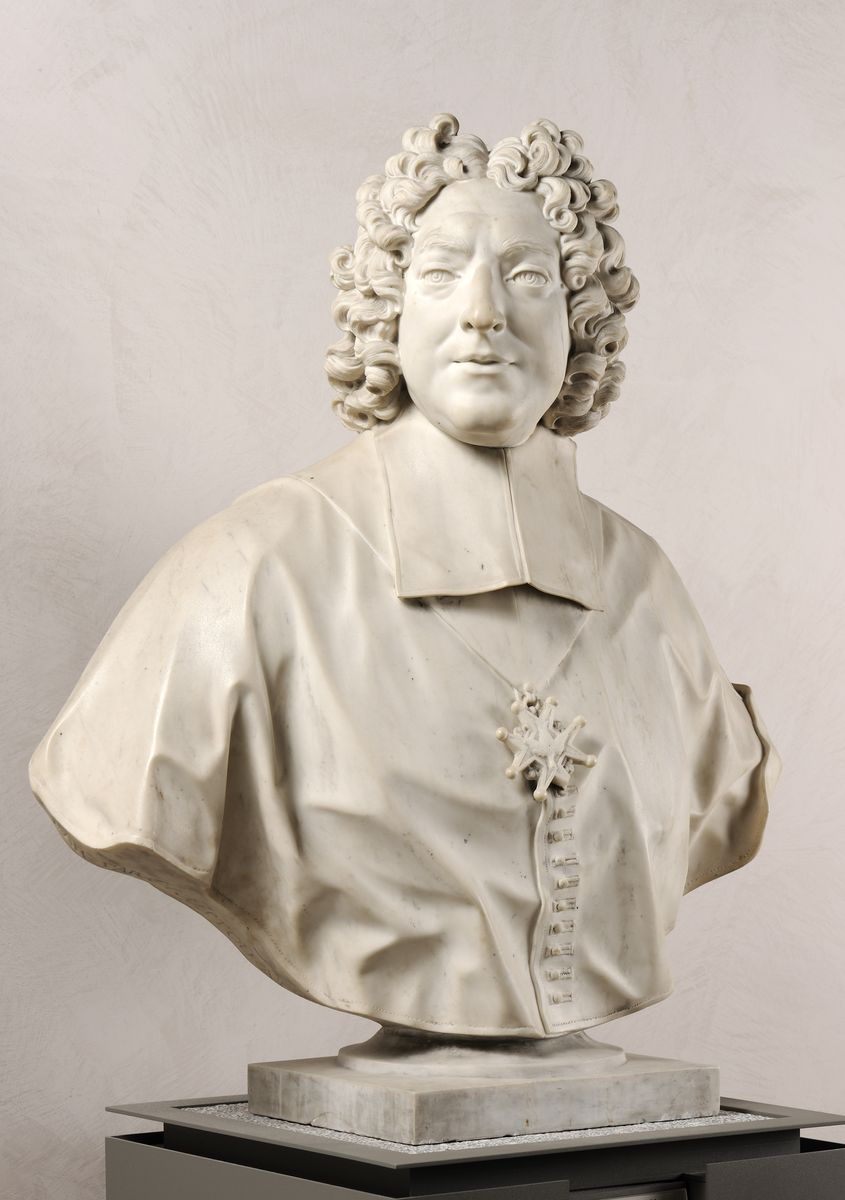
Buste de François-Paul de Neufville de Villeroy (1677-1732), archevêque de Lyon par Guillaume Coustou, Lyon, musée des Beaux-Arts.
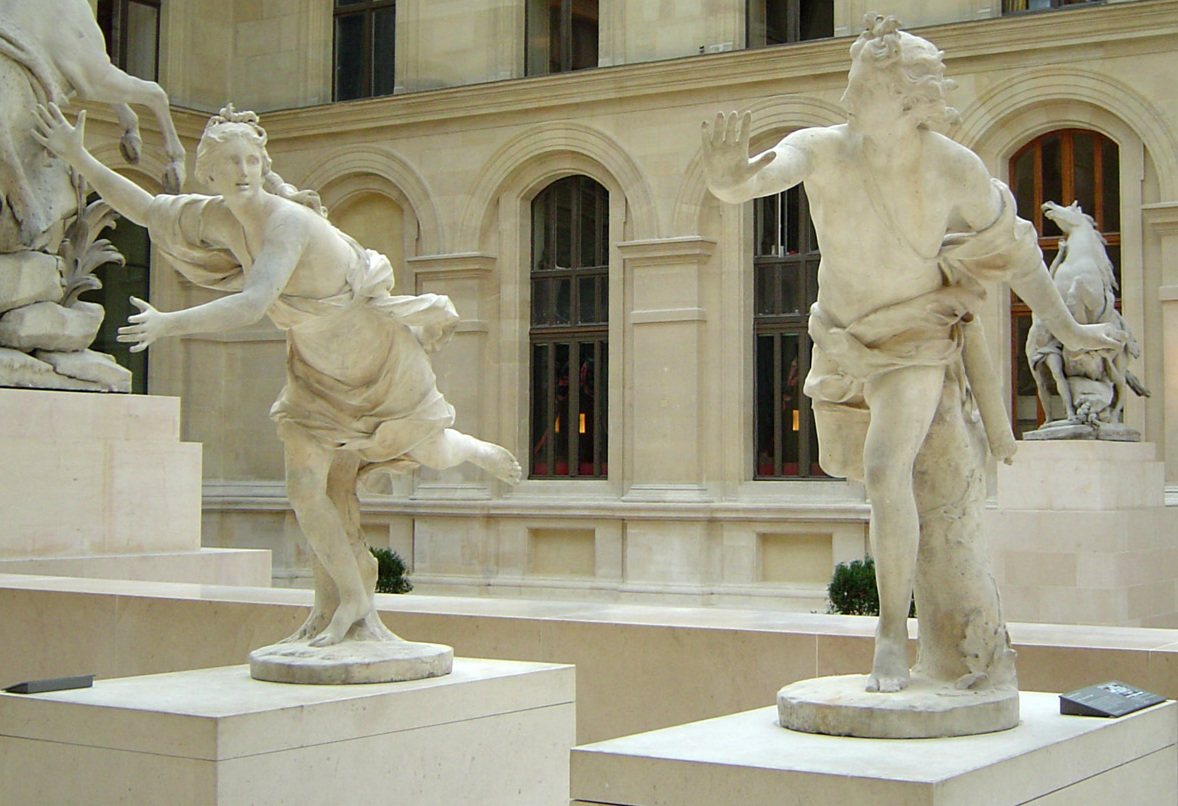
Daphné poursuivie par Apollon par Guillaume Coustou, musée du Louvre, Paris.
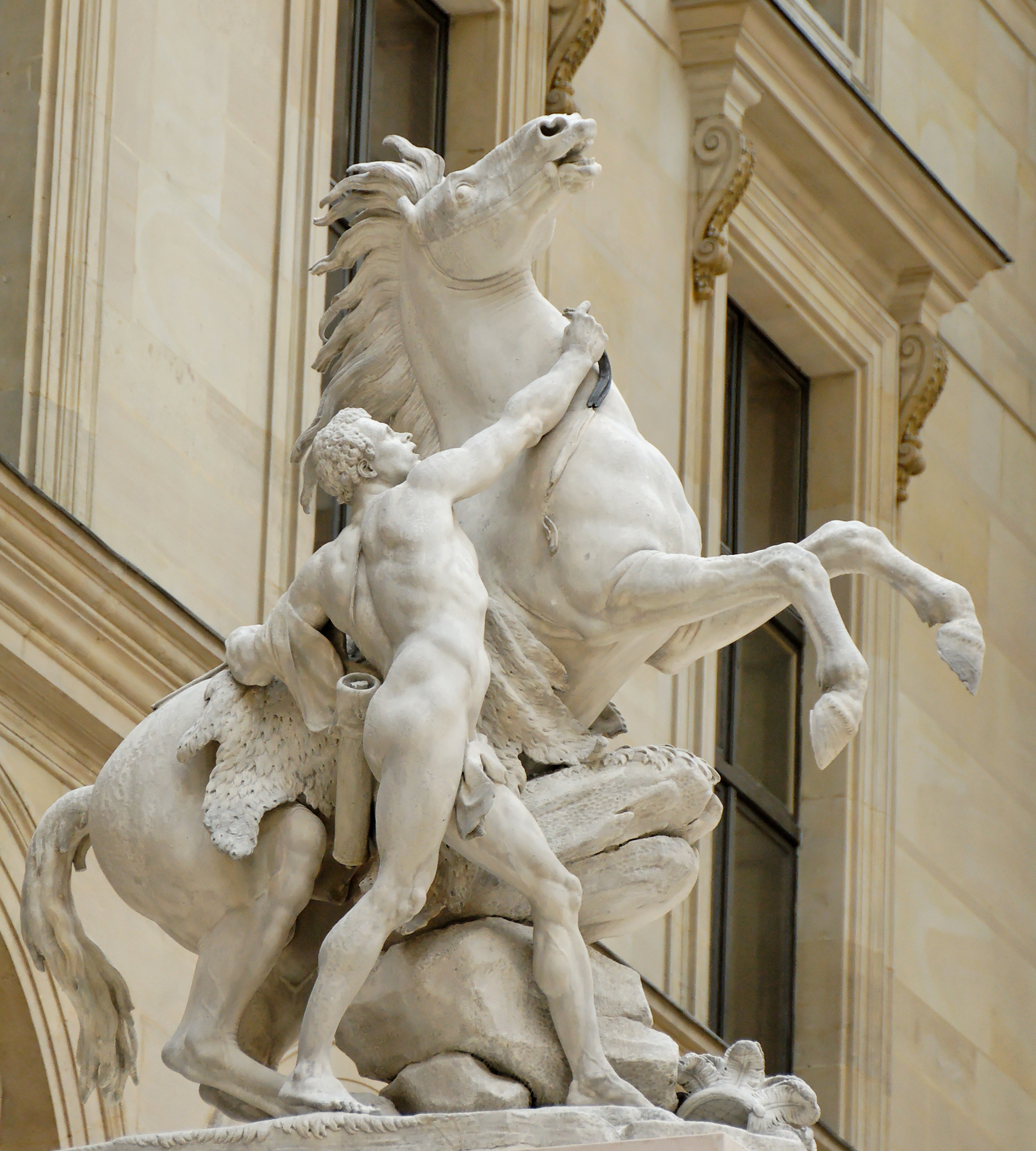
Les chevaux de Marly, musée du Louvre, Paris.

Allégorie du Rhône, bronze, 1720
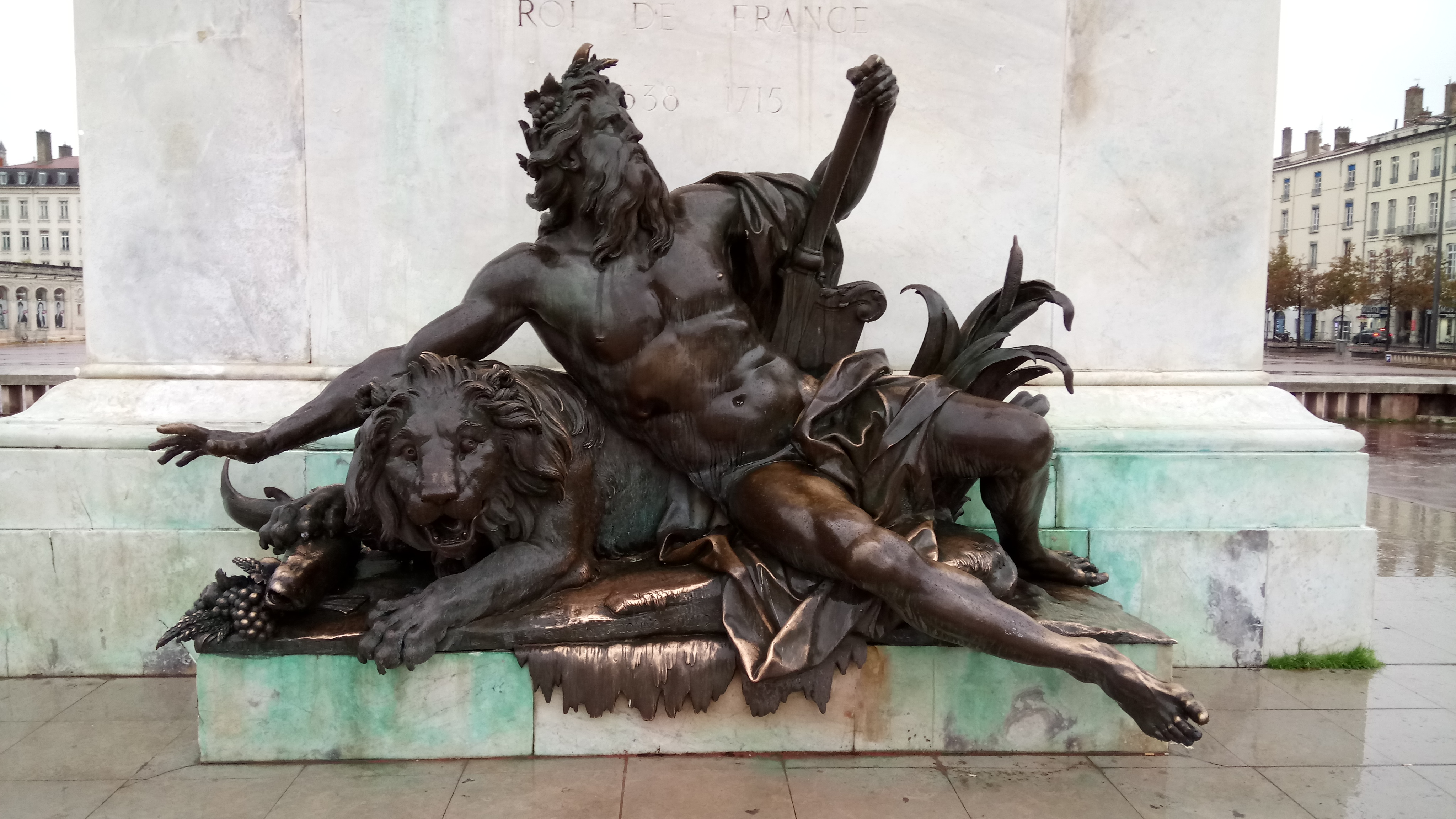
Face
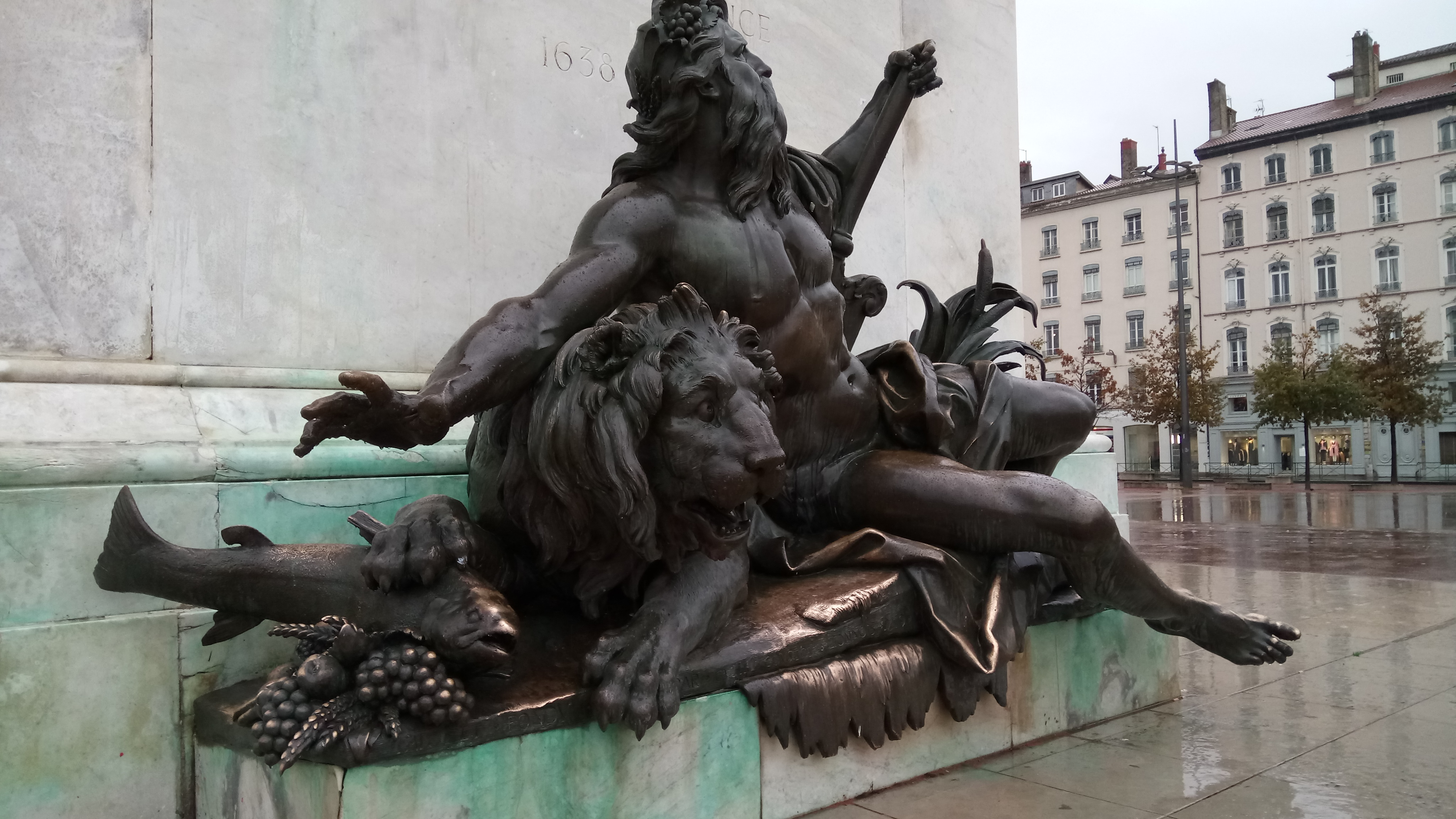
Côté
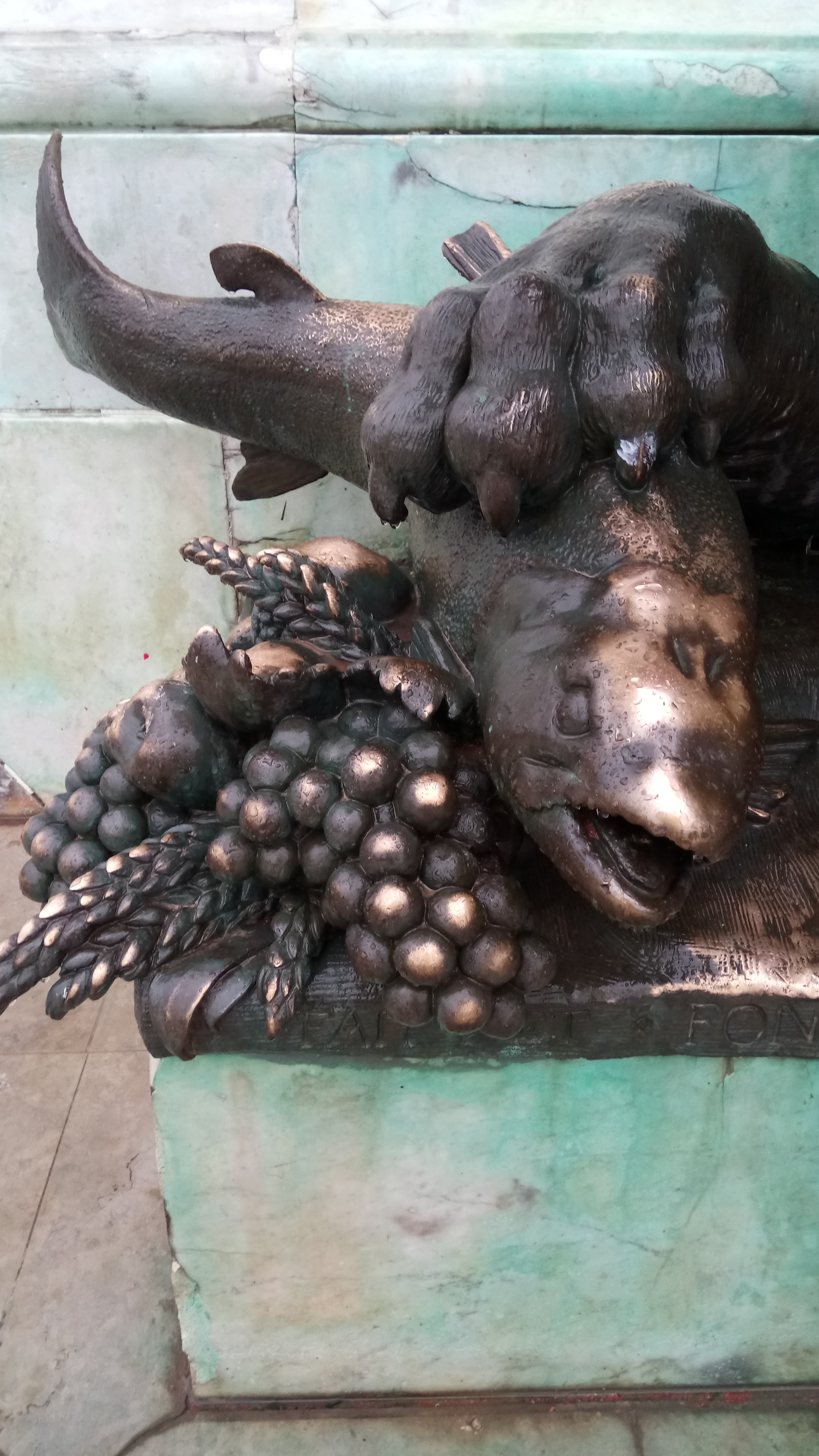
Détail sur le poisson
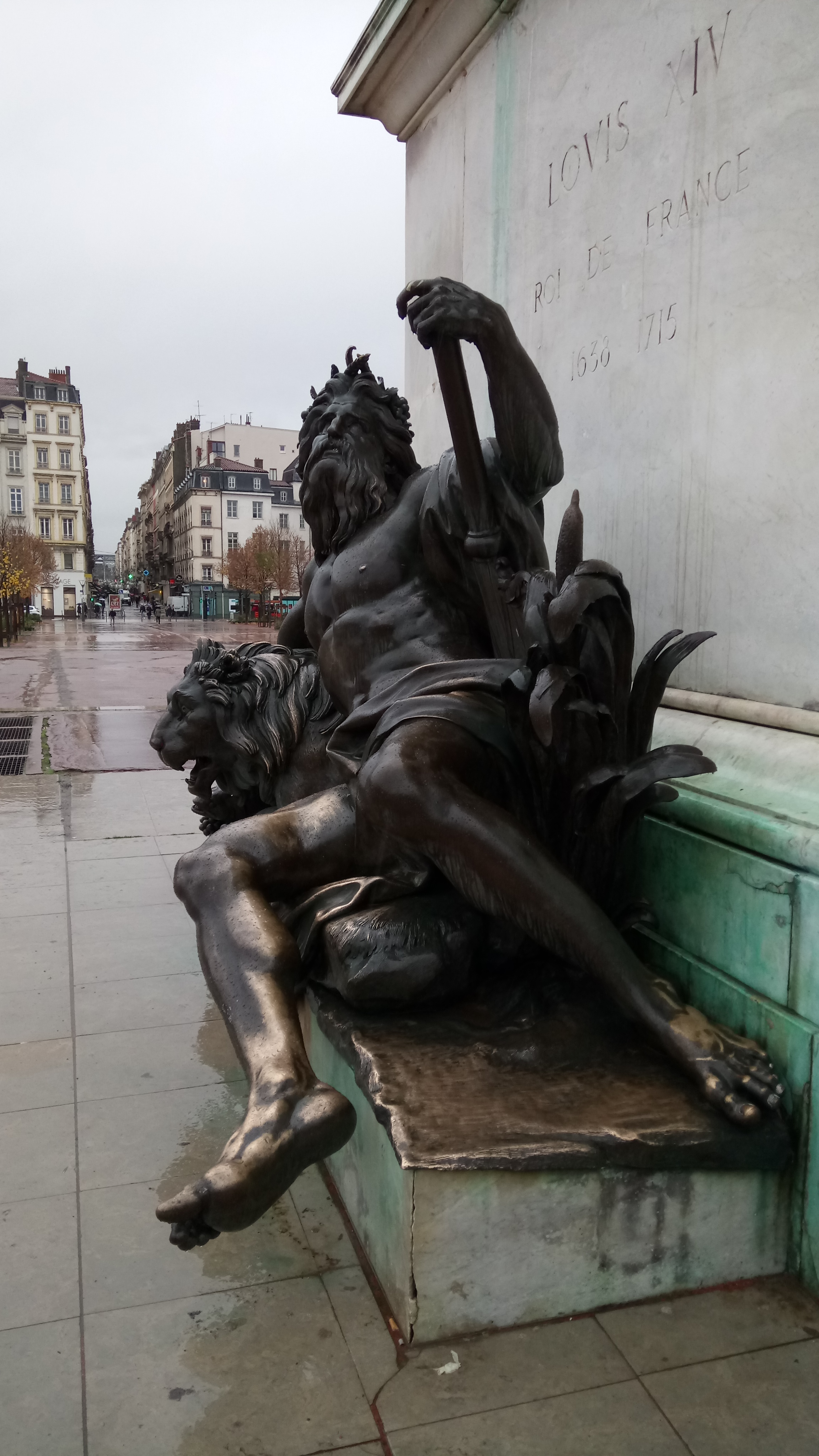
Détail sur le pied

## Hommages
En 1864, la rue Coustou dans le 18e arrondissement de Paris prend son nom en hommage. À Lyon, une rue Coustou existe également, sur les pentes de la Croix-Rousse, dans le prolongement de la rue Coysevox, en hommage aux deux frères. Guillaume Coustou est l'un des quatre artistes lyonnais dont la statue orne la fontaine des Jacobins (Lyon 2e).